# Gollumjapyx smeagol
Gollumjapyx smeagol – gatunek stawonoga odkryty przez hiszpańskich naukowców,  zamieszkuje niektóre jaskinie w hiszpańskiej prowincji Castellón. Gatunek przystosowany do życia w ciemnych jaskiniach, posiada wszystkie cechy przystosowawcze charakterystyczne dla gatunków zamieszkujących takie środowisko m.in. brak barwników, stosunkowo długie czułki.
Został nazwany na cześć Golluma, postaci z Władcy Pierścieni.